# Calumet (Pensilvania)
Calumet es un lugar designado por el censo ubicado en el condado de Westmoreland en el estado estadounidense de Pensilvania. En el año 2010 tenía una población de 1.519 habitantes y una densidad poblacional de 271,2 personas por km².

## Geografía
Calumet se encuentra ubicado en las coordenadas 40°12′30″N 79°29′15″O / 40.20833, -79.48750. Según la Oficina del Censo de los Estados Unidos, Calumet tiene una superficie total de 2,18 mi² (5,6 km²), de la cual 2,18 mi² (5,6 km²) corresponden a tierra firme y 0 mi² (0 km²) es agua.